# Desa (okręg Dolj)
Desa – wieś w Rumunii, w okręgu Dolj, w gminie Desa. W 2011 roku liczyła 4740 mieszkańców.